# リビア＝スーダン国境

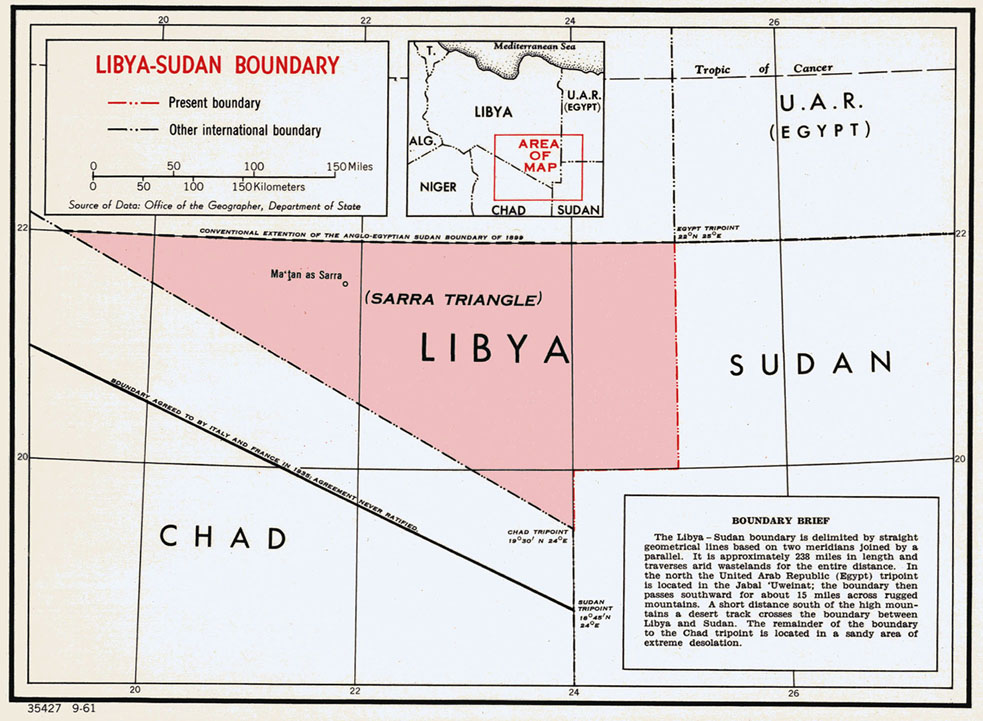
リビア＝スーダン国境の地図

リビア＝スーダン国境（リビア＝スーダンこっきょう）は、リビアとスーダンとの国境である。北はエジプトとの三国国境から南はチャドとの三国国境まで、382キロメートルにわたる。

## 概要

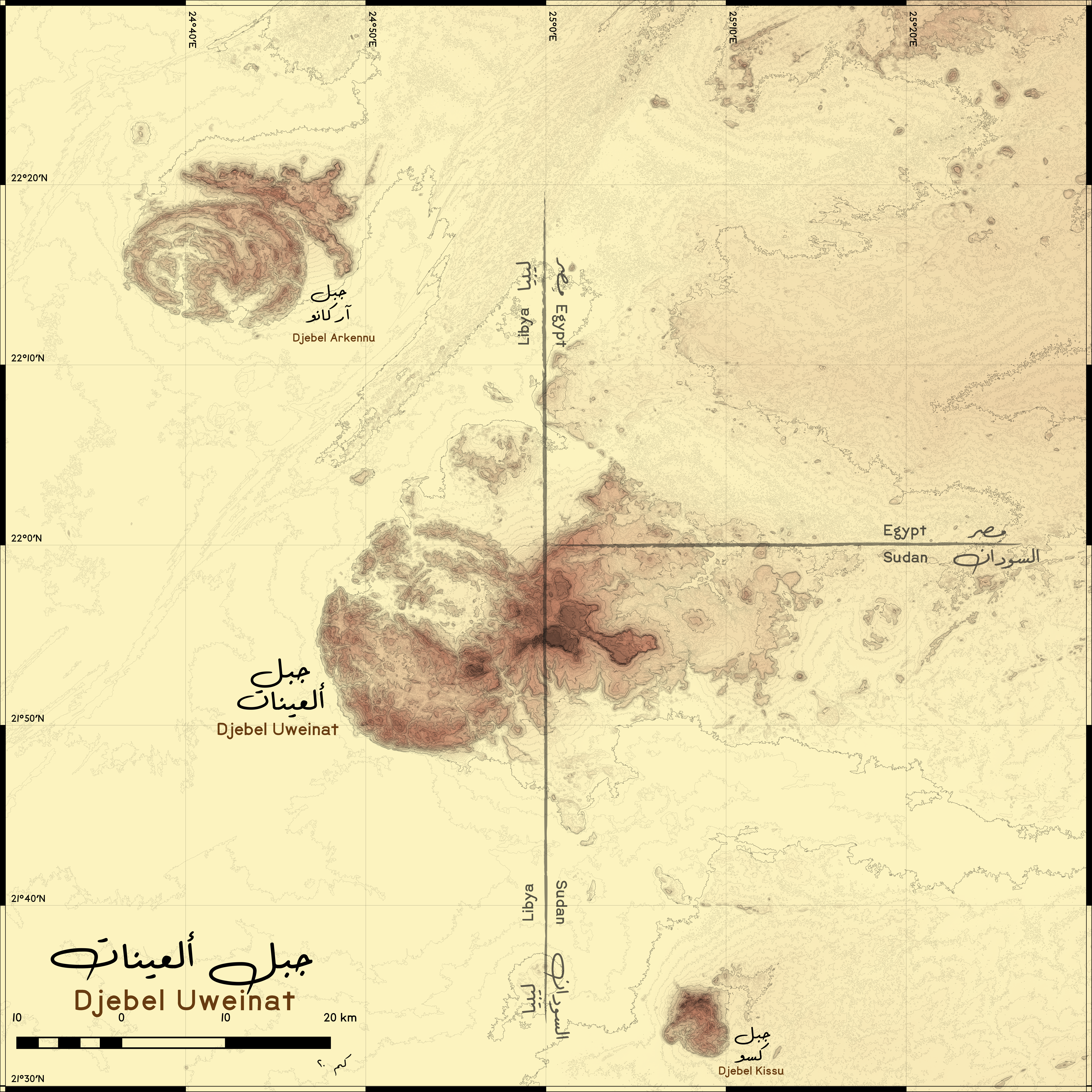
ウワイナート山周辺の国境

両国の国境は、3本の経緯度線で構成されている。国境の北端は、ウワイナート山の山腹にある北緯22度線と東経25度線の交点であり、エジプトとの三国国境となっている。ここから東の北緯22度線はエジプト＝スーダン国境、北の東経25度線はエジプト＝リビア国境となっている。国境はここから東経25度線に沿って北緯20度線との交点まで223キロメートル続き、そこから北緯20度線に沿って西へ105キロメートル進んで東経24度線との交点まで、東経24度線に沿って南へ56キロメートル進んで、北緯19度30分東経24度0分のチャドとの三国国境に至る。国境は全区間に渡ってサハラ砂漠の中を通り、周辺にはほとんど人が住んでいない。

## 歴史

イタリア領リビアの領土拡大。赤色は1934年にイギリスからイタリアに割譲された領土（サラ・トライアングル）。茶色は1935年にフランスから割譲される予定だった領土。

イギリスは1882年にエジプトを占領し、それまで名目上オスマン帝国に従属していたこの地域を保護領とした。1890年代、イギリスはスーダンを占領し、エジプトとの共同統治領（イギリス・エジプト領スーダン）とした。1911年9月、イタリアが、名目上オスマン帝国の支配下にあったトリポリタニア・ヴィライェトに侵攻した（伊土戦争）。翌年に締結されたウシー条約により、トリポリタニア、フェザーン、キレナイカの主権がイタリアに譲渡された。イタリアは新領土をイタリア領キレナイカとイタリア領トリポリタニアに再編し、さらに南進して、1934年に両地域を統合してイタリア領リビアを成立させた。
1925年、イタリアとイギリスは国境条約を締結し、北緯22度線を両国の国境とし、東は東経25度線上のエジプトとの三国国境から、西はフランス領赤道アフリカ（フランス領チャド）との三国国境（現在のチャド＝リビア国境）までとした。この国境によって形成された三角形のスーダン領はサラ・トライアングルと呼ばれた。サラ・トライアングルは1934年7月20日にイタリアに割譲され、この際に現在の国境線が確定した。
1935年1月7日、イタリアとフランスは、フランス領赤道アフリカとの国境を南に移動するローマ協定を結んだ。この協定によりイタリアに割譲される帯状の地域はアオゾウ地帯と呼ばれ、これによりリビアとスーダンとの国境線も南に伸びることになる。この協定は正式に批准されなかったため発効しなかったが、アオゾウ地帯は慣習的にリビアの領土として扱われていた。
第二次世界大戦中、イタリアは北アフリカ戦線で敗れ、イタリアのアフリカ植民地は連合国に占領された。イタリア領リビアはイギリスとフランスに分割して占領され、キレナイカとトリポリタニアはイギリスの占領地域となった（イギリス軍政下のリビア）。リビアは1951年12月2日にリビア連合王国として独立した。スーダンは1956年に独立した。1955年、リビアとフランスとの条約によりアオゾウ地帯はフランス領となった。